# Athyrma antica
Athyrma antica är en fjärilsart som beskrevs av William Schaus 1912. Athyrma antica ingår i släktet Athyrma och familjen nattflyn. Inga underarter finns listade i Catalogue of Life.